# Milizac-Guipronvel
Milizac-Guipronvel község Franciaország Bretagne régiójában, Finistère megyében. Új községként 2017. január 1-jén jött létre két korábbi község: Milizac és Guipronvel egyesítésével. Lakosainak száma 4733 fő (2022. január 1.).

## Népesség
| Lakosok száma | 4393 | 4478 | 4521 | 4550 | 4606 | 4649 | 4733 |
|               | 2015 | 2017 | 2018 | 2019 | 2020 | 2021 | 2022 |